# Danh sách nhà vô địch bóng đá Tây Ban Nha
Các nhà vô địch bóng đá Tây Ban Nha là những đội vô địch trong giải đấu bóng đá chính ở Tây Ban Nha, La Liga. Giải đấu được tổ chức theo thể thức vòng tròn tính điểm và chức vô địch được trao cho đội đứng đầu giải đấu vào cuối mùa giải. La Liga, được thành lập lần đầu tiên vào năm 1929, ban đầu bao gồm mười đội. Trước khi tổ chức La Liga, Copa del Rey – một cuộc thi cúp khu vực – trên thực tế là giải vô địch quốc gia. La Liga có sự tham gia của 20 đội; ba đội xếp hạng thấp nhất sẽ xuống hạng Segunda División và được thay thế bằng ba đội đứng đầu trong hạng đấu đó. Trong số các đội sáng lập La Liga, chỉ có Athletic Bilbao, Barcelona và Real Madrid là không bị xuống hạng. Giải đấu đã bị hủy bỏ trong khoảng thời gian từ năm 1936 đến năm 1939 vì Nội chiến Tây Ban Nha.
Real Madrid là câu lạc bộ thành công nhất với 36 danh hiệu. Barcelona đã giành được cú đúp danh hiệu Tây Ban Nha (giải vô địch và cúp quốc gia) nhiều lần nhất, với tám lần trong lịch sử, nhiều hơn ba lần so với năm lần của Athletic Bilbao. Barcelona là một trong hai câu lạc bộ UEFA (cùng với Bayern Munich vào năm 2020) đã giành được cú ăn ba hai lần, sau khi đạt được kỳ tích này lần thứ hai vào năm 2015. Nhà vô địch hiện tại là Barcelona.

## Nhà vô địch
| dagger | Nhà vô địch cũng giành được Copa del Rey mùa giải đó                                       |
| †      | Nhà vô địch cũng giành được European Cup/UEFA Champions League mùa giải đó                 |
| ‡      | Nhà vô địch cũng giành được UEFA Cup/UEFA Europa League mùa giải đó                        |
| *      | Nhà vô địch cũng giành được Copa del Rey và European Cup/UEFA Champions League mùa giải đó |

| 1929      | Barcelona (1)                                 | 25                                            | Real Madrid (1)                               | 23                                            | Athletic Bilbao (1)                           | 20                                            | Paco Bienzobas                                | Real Sociedad                                 | 14                                            |                                               |                                               |                                               |                                               |                                               |                                               |                                               |                                               |
| 1929–30   | Athletic Bilbao (1)                           | 30                                            | Barcelona (1)                                 | 23                                            | Arenas (1)                                    | 20                                            | Guillermo Gorostiza                           | Athletic Bilbao                               | 19                                            |                                               |                                               |                                               |                                               |                                               |                                               |                                               |                                               |
| 1930–31   | Athletic Bilbao (2)                           | 22                                            | Racing Santander (1)                          | 22                                            | Real Sociedad (1)                             | 22                                            | Bata                                          | Athletic Bilbao                               | 27                                            |                                               |                                               |                                               |                                               |                                               |                                               |                                               |                                               |
| 1931–32   | Madrid FC (1)                                 | 28                                            | Athletic Bilbao (1)                           | 25                                            | Barcelona (1)                                 | 24                                            | Guillermo Gorostiza                           | Athletic Bilbao                               | 12                                            |                                               |                                               |                                               |                                               |                                               |                                               |                                               |                                               |
| 1932–33   | Madrid FC (2)                                 | 28                                            | Athletic Bilbao (2)                           | 26                                            | Espanyol (1)                                  | 22                                            | Manuel Olivares                               | Madrid FC                                     | 16                                            |                                               |                                               |                                               |                                               |                                               |                                               |                                               |                                               |
| 1933–34   | Athletic Bilbao (3)                           | 24                                            | Madrid FC (2)                                 | 22                                            | Racing Santander (1)                          | 19                                            | Isidro Lángara                                | Oviedo                                        | 27                                            |                                               |                                               |                                               |                                               |                                               |                                               |                                               |                                               |
| 1934–35   | Real Betis (1)                                | 34                                            | Madrid FC (3)                                 | 33                                            | Oviedo (1)                                    | 26                                            | Isidro Lángara                                | Oviedo                                        | 26                                            |                                               |                                               |                                               |                                               |                                               |                                               |                                               |                                               |
| 1935–36   | Athletic Bilbao (4)                           | 31                                            | Madrid FC (4)                                 | 29                                            | Oviedo (2)                                    | 28                                            | Isidro Lángara                                | Oviedo                                        | 27                                            |                                               |                                               |                                               |                                               |                                               |                                               |                                               |                                               |
| 1936–37   | Giải đấu bị đình chỉ do Nội chiến Tây Ban Nha | Giải đấu bị đình chỉ do Nội chiến Tây Ban Nha | Giải đấu bị đình chỉ do Nội chiến Tây Ban Nha | Giải đấu bị đình chỉ do Nội chiến Tây Ban Nha | Giải đấu bị đình chỉ do Nội chiến Tây Ban Nha | Giải đấu bị đình chỉ do Nội chiến Tây Ban Nha | Giải đấu bị đình chỉ do Nội chiến Tây Ban Nha | Giải đấu bị đình chỉ do Nội chiến Tây Ban Nha | Giải đấu bị đình chỉ do Nội chiến Tây Ban Nha | Giải đấu bị đình chỉ do Nội chiến Tây Ban Nha | Giải đấu bị đình chỉ do Nội chiến Tây Ban Nha | Giải đấu bị đình chỉ do Nội chiến Tây Ban Nha | Giải đấu bị đình chỉ do Nội chiến Tây Ban Nha | Giải đấu bị đình chỉ do Nội chiến Tây Ban Nha | Giải đấu bị đình chỉ do Nội chiến Tây Ban Nha | Giải đấu bị đình chỉ do Nội chiến Tây Ban Nha | Giải đấu bị đình chỉ do Nội chiến Tây Ban Nha |
| 1937–38   | Giải đấu bị đình chỉ do Nội chiến Tây Ban Nha | Giải đấu bị đình chỉ do Nội chiến Tây Ban Nha | Giải đấu bị đình chỉ do Nội chiến Tây Ban Nha | Giải đấu bị đình chỉ do Nội chiến Tây Ban Nha | Giải đấu bị đình chỉ do Nội chiến Tây Ban Nha | Giải đấu bị đình chỉ do Nội chiến Tây Ban Nha | Giải đấu bị đình chỉ do Nội chiến Tây Ban Nha | Giải đấu bị đình chỉ do Nội chiến Tây Ban Nha | Giải đấu bị đình chỉ do Nội chiến Tây Ban Nha | Giải đấu bị đình chỉ do Nội chiến Tây Ban Nha | Giải đấu bị đình chỉ do Nội chiến Tây Ban Nha | Giải đấu bị đình chỉ do Nội chiến Tây Ban Nha | Giải đấu bị đình chỉ do Nội chiến Tây Ban Nha | Giải đấu bị đình chỉ do Nội chiến Tây Ban Nha | Giải đấu bị đình chỉ do Nội chiến Tây Ban Nha | Giải đấu bị đình chỉ do Nội chiến Tây Ban Nha | Giải đấu bị đình chỉ do Nội chiến Tây Ban Nha |
| 1938–39   | Giải đấu bị đình chỉ do Nội chiến Tây Ban Nha | Giải đấu bị đình chỉ do Nội chiến Tây Ban Nha | Giải đấu bị đình chỉ do Nội chiến Tây Ban Nha | Giải đấu bị đình chỉ do Nội chiến Tây Ban Nha | Giải đấu bị đình chỉ do Nội chiến Tây Ban Nha | Giải đấu bị đình chỉ do Nội chiến Tây Ban Nha | Giải đấu bị đình chỉ do Nội chiến Tây Ban Nha | Giải đấu bị đình chỉ do Nội chiến Tây Ban Nha | Giải đấu bị đình chỉ do Nội chiến Tây Ban Nha | Giải đấu bị đình chỉ do Nội chiến Tây Ban Nha | Giải đấu bị đình chỉ do Nội chiến Tây Ban Nha | Giải đấu bị đình chỉ do Nội chiến Tây Ban Nha | Giải đấu bị đình chỉ do Nội chiến Tây Ban Nha | Giải đấu bị đình chỉ do Nội chiến Tây Ban Nha | Giải đấu bị đình chỉ do Nội chiến Tây Ban Nha | Giải đấu bị đình chỉ do Nội chiến Tây Ban Nha | Giải đấu bị đình chỉ do Nội chiến Tây Ban Nha |
| 1939–40   | Atlético Aviación (1)                         | 29                                            | Sevilla (1)                                   | 28                                            | Athletic Bilbao (2)                           | 26                                            | Víctor Unamuno                                | Athletic Bilbao                               | 22                                            |                                               |                                               |                                               |                                               |                                               |                                               |                                               |                                               |
| 1940–41   | Atlético Aviación (2)                         | 33                                            | Athletic Bilbao (3)                           | 31                                            | Valencia (1)                                  | 27                                            | Pruden                                        | Atlético Aviación                             | 30                                            |                                               |                                               |                                               |                                               |                                               |                                               |                                               |                                               |
| 1941–42   | Valencia (1)                                  | 40                                            | Real Madrid (5)                               | 33                                            | Atlético Aviación (1)                         | 33                                            | Edmundo Suárez                                | Valencia                                      | 27                                            |                                               |                                               |                                               |                                               |                                               |                                               |                                               |                                               |
| 1942–43   | Athletic Bilbao (5)                           | 36                                            | Sevilla (2)                                   | 33                                            | Barcelona (2)                                 | 32                                            | Mariano Martín                                | Barcelona                                     | 32                                            |                                               |                                               |                                               |                                               |                                               |                                               |                                               |                                               |
| 1943–44   | Valencia (2)                                  | 40                                            | Atlético Aviación (1)                         | 34                                            | Sevilla (1)                                   | 32                                            | Edmundo Suárez                                | Valencia                                      | 27                                            |                                               |                                               |                                               |                                               |                                               |                                               |                                               |                                               |
| 1944–45   | Barcelona (2)                                 | 39                                            | Real Madrid (6)                               | 38                                            | Atlético Aviación (2)                         | 31                                            | Telmo Zarra                                   | Atlético Bilbao                               | 19                                            |                                               |                                               |                                               |                                               |                                               |                                               |                                               |                                               |
| 1945–46   | Sevilla (1)                                   | 36                                            | Barcelona (2)                                 | 35                                            | Athletic Bilbao (3)                           | 35                                            | Telmo Zarra                                   | Atlético Bilbao                               | 24                                            |                                               |                                               |                                               |                                               |                                               |                                               |                                               |                                               |
| 1946–47   | Valencia (3)                                  | 34                                            | Athletic Bilbao (4)                           | 34                                            | Atlético Aviación (3)                         | 32                                            | Telmo Zarra                                   | Atlético Bilbao                               | 34                                            |                                               |                                               |                                               |                                               |                                               |                                               |                                               |                                               |
| 1947–48   | Barcelona (3)                                 | 37                                            | Valencia (1)                                  | 34                                            | Atlético Madrid (1)                           | 33                                            | Pahiño                                        | Celta Vigo                                    | 23                                            |                                               |                                               |                                               |                                               |                                               |                                               |                                               |                                               |
| 1948–49   | Barcelona (4)                                 | 37                                            | Valencia (2)                                  | 35                                            | Real Madrid (1)                               | 34                                            | César Rodríguez Álvarez                       | Barcelona                                     | 28                                            |                                               |                                               |                                               |                                               |                                               |                                               |                                               |                                               |
| 1949–50   | Atlético Madrid (3)                           | 33                                            | Deportivo La Coruña (1)                       | 32                                            | Valencia (2)                                  | 31                                            | Telmo Zarra                                   | Athletic Bilbao                               | 25                                            |                                               |                                               |                                               |                                               |                                               |                                               |                                               |                                               |
| 1950–51   | Atlético Madrid (4)                           | 40                                            | Sevilla (3)                                   | 38                                            | Valencia (3)                                  | 37                                            | Telmo Zarra                                   | Athletic Bilbao                               | 38                                            |                                               |                                               |                                               |                                               |                                               |                                               |                                               |                                               |
| 1951–52   | Barcelona (5)                                 | 43                                            | Athletic Bilbao (5)                           | 40                                            | Real Madrid (2)                               | 38                                            | Pahiño                                        | Real Madrid                                   | 28                                            |                                               |                                               |                                               |                                               |                                               |                                               |                                               |                                               |
| 1952–53   | Barcelona (6)                                 | 42                                            | Valencia (3)                                  | 40                                            | Real Madrid (3)                               | 39                                            | Telmo Zarra                                   | Athletic Bilbao                               | 24                                            |                                               |                                               |                                               |                                               |                                               |                                               |                                               |                                               |
| 1953–54   | Real Madrid (3)                               | 40                                            | Barcelona (3)                                 | 36                                            | Valencia (4)                                  | 34                                            | Alfredo Di Stéfano                            | Real Madrid                                   | 27                                            |                                               |                                               |                                               |                                               |                                               |                                               |                                               |                                               |
| 1954–55   | Real Madrid (4)                               | 46                                            | Barcelona (4)                                 | 41                                            | Athletic Bilbao (4)                           | 39                                            | Juan Arza                                     | Sevilla                                       | 28                                            |                                               |                                               |                                               |                                               |                                               |                                               |                                               |                                               |
| 1955–56   | Athletic Bilbao (6)                           | 48                                            | Barcelona (5)                                 | 47                                            | Real Madrid (4)                               | 38                                            | Alfredo Di Stéfano                            | Real Madrid                                   | 24                                            |                                               |                                               |                                               |                                               |                                               |                                               |                                               |                                               |
| 1956–57   | Real Madrid (5) †                             | 44                                            | Sevilla (4)                                   | 39                                            | Barcelona (3)                                 | 39                                            | Alfredo Di Stéfano                            | Real Madrid                                   | 31                                            |                                               |                                               |                                               |                                               |                                               |                                               |                                               |                                               |
| 1957–58   | Real Madrid (6) †                             | 45                                            | Atlético Madrid (2)                           | 42                                            | Barcelona (4)                                 | 38                                            | Manuel BadenesAlfredo Di StéfanoRicardo       | ValladolidReal MadridValencia                 | 19                                            |                                               |                                               |                                               |                                               |                                               |                                               |                                               |                                               |
| 1958–59   | Barcelona (7)                                 | 51                                            | Real Madrid (7)                               | 47                                            | Athletic Bilbao (5)                           | 36                                            | Alfredo Di Stéfano                            | Real Madrid                                   | 23                                            |                                               |                                               |                                               |                                               |                                               |                                               |                                               |                                               |
| 1959–60   | Barcelona (8)                                 | 46                                            | Real Madrid (8)                               | 46                                            | Athletic Bilbao (6)                           | 39                                            | Ferenc Puskás                                 | Real Madrid                                   | 26                                            |                                               |                                               |                                               |                                               |                                               |                                               |                                               |                                               |
| 1960–61   | Real Madrid (7)                               | 52                                            | Atlético Madrid (3)                           | 40                                            | Zaragoza (1)                                  | 33                                            | Ferenc Puskás                                 | Real Madrid                                   | 27                                            |                                               |                                               |                                               |                                               |                                               |                                               |                                               |                                               |
| 1961–62   | Real Madrid (8)                               | 43                                            | Barcelona (6)                                 | 40                                            | Atlético Madrid (2)                           | 36                                            | Juan Seminario                                | Zaragoza                                      | 25                                            |                                               |                                               |                                               |                                               |                                               |                                               |                                               |                                               |
| 1962–63   | Real Madrid (9)                               | 49                                            | Atlético Madrid (4)                           | 37                                            | Oviedo (3)                                    | 33                                            | Ferenc Puskás                                 | Real Madrid                                   | 26                                            |                                               |                                               |                                               |                                               |                                               |                                               |                                               |                                               |
| 1963–64   | Real Madrid (10)                              | 46                                            | Barcelona (7)                                 | 42                                            | Real Betis (1)                                | 37                                            | Ferenc Puskás                                 | Real Madrid                                   | 20                                            |                                               |                                               |                                               |                                               |                                               |                                               |                                               |                                               |
| 1964–65   | Real Madrid (11)                              | 47                                            | Atlético Madrid (5)                           | 43                                            | Zaragoza (2)                                  | 40                                            | Cayetano Ré                                   | Barcelona                                     | 25                                            |                                               |                                               |                                               |                                               |                                               |                                               |                                               |                                               |
| 1965–66   | Atlético Madrid (5)                           | 44                                            | Real Madrid (9)                               | 43                                            | Barcelona (5)                                 | 38                                            | Vavá II                                       | Elche                                         | 19                                            |                                               |                                               |                                               |                                               |                                               |                                               |                                               |                                               |
| 1966–67   | Real Madrid (12)                              | 47                                            | Barcelona (8)                                 | 42                                            | Espanyol (2)                                  | 37                                            | Waldo Machado                                 | Valencia                                      | 24                                            |                                               |                                               |                                               |                                               |                                               |                                               |                                               |                                               |
| 1967–68   | Real Madrid (13)                              | 42                                            | Barcelona (9)                                 | 39                                            | Las Palmas (1)                                | 38                                            | Fidel Uriarte                                 | Athletic Bilbao                               | 22                                            |                                               |                                               |                                               |                                               |                                               |                                               |                                               |                                               |
| 1968–69   | Real Madrid (14)                              | 47                                            | Las Palmas (1)                                | 38                                            | Barcelona(6)                                  | 36                                            | Amancio AmaroJosé Eulogio Gárate              | Real MadridAtlético Madrid                    | 14                                            |                                               |                                               |                                               |                                               |                                               |                                               |                                               |                                               |
| 1969–70   | Atlético Madrid (6)                           | 42                                            | Athletic Bilbao (6)                           | 41                                            | Sevilla (2)                                   | 35                                            | Amancio AmaroLuis AragonésJosé Eulogio Gárate | Real MadridAtlético Madrid                    | 16                                            |                                               |                                               |                                               |                                               |                                               |                                               |                                               |                                               |
| 1970–71   | Valencia (4)                                  | 43                                            | Barcelona (10)                                | 43                                            | Atlético Madrid (3)                           | 42                                            | José Eulogio GárateCarles Rexach              | Atlético MadridBarcelona                      | 17                                            |                                               |                                               |                                               |                                               |                                               |                                               |                                               |                                               |
| 1971–72   | Real Madrid (15)                              | 47                                            | Valencia (4)                                  | 45                                            | Barcelona (7)                                 | 43                                            | Enrique Porta                                 | Granada                                       | 20                                            |                                               |                                               |                                               |                                               |                                               |                                               |                                               |                                               |
| 1972–73   | Atlético Madrid (7)                           | 48                                            | Barcelona (11)                                | 46                                            | Espanyol (3)                                  | 45                                            | Marianín                                      | Oviedo                                        | 19                                            |                                               |                                               |                                               |                                               |                                               |                                               |                                               |                                               |
| 1973–74   | Barcelona (9)                                 | 50                                            | Atlético Madrid (6)                           | 42                                            | Zaragoza (3)                                  | 40                                            | Quini                                         | Sporting Gijón                                | 20                                            |                                               |                                               |                                               |                                               |                                               |                                               |                                               |                                               |
| 1974–75   | Real Madrid (16)                              | 50                                            | Zaragoza (1)                                  | 38                                            | Barcelona(8)                                  | 37                                            | Carlos                                        | Athletic Bilbao                               | 19                                            |                                               |                                               |                                               |                                               |                                               |                                               |                                               |                                               |
| 1975–76   | Real Madrid (17)                              | 48                                            | Barcelona (12)                                | 43                                            | Atlético Madrid (4)                           | 42                                            | Quini                                         | Sporting Gijón                                | 21                                            |                                               |                                               |                                               |                                               |                                               |                                               |                                               |                                               |
| 1976–77   | Atlético Madrid (8)                           | 46                                            | Barcelona (13)                                | 45                                            | Athletic Bilbao (7)                           | 38                                            | Mario Kempes                                  | Valencia                                      | 24                                            |                                               |                                               |                                               |                                               |                                               |                                               |                                               |                                               |
| 1977–78   | Real Madrid (18)                              | 47                                            | Barcelona (14)                                | 41                                            | Athletic Bilbao (8)                           | 40                                            | Mario Kempes                                  | Valencia                                      | 28                                            |                                               |                                               |                                               |                                               |                                               |                                               |                                               |                                               |
| 1978–79   | Real Madrid (19)                              | 47                                            | Sporting Gijón (1)                            | 43                                            | Atlético Madrid (5)                           | 41                                            | Hans Krankl                                   | Barcelona                                     | 29                                            |                                               |                                               |                                               |                                               |                                               |                                               |                                               |                                               |
| 1979–80   | Real Madrid (20)                              | 53                                            | Real Sociedad (1)                             | 52                                            | Sporting Gijón (1)                            | 39                                            | Quini                                         | Sporting Gijón                                | 24                                            |                                               |                                               |                                               |                                               |                                               |                                               |                                               |                                               |
| 1980–81   | Real Sociedad (1)                             | 45                                            | Real Madrid (10)                              | 45                                            | Atlético Madrid (6)                           | 42                                            | Quini                                         | Barcelona                                     | 20                                            |                                               |                                               |                                               |                                               |                                               |                                               |                                               |                                               |
| 1981–82   | Real Sociedad (2)                             | 47                                            | Barcelona (15)                                | 45                                            | Real Madrid (5)                               | 44                                            | Quini                                         | Barcelona                                     | 26                                            |                                               |                                               |                                               |                                               |                                               |                                               |                                               |                                               |
| 1982–83   | Athletic Bilbao (7)                           | 50                                            | Real Madrid (11)                              | 49                                            | Atlético Madrid (7)                           | 46                                            | Hipólito Rincón                               | Real Betis                                    | 20                                            |                                               |                                               |                                               |                                               |                                               |                                               |                                               |                                               |
| 1983–84   | Athletic Bilbao (8)                           | 49                                            | Real Madrid (12)                              | 49                                            | Barcelona (9)                                 | 48                                            | Jorge da SilvaJuanito                         | ValladolidReal Madrid                         | 17                                            |                                               |                                               |                                               |                                               |                                               |                                               |                                               |                                               |
| 1984–85   | Barcelona (10)                                | 53                                            | Atlético Madrid (7)                           | 43                                            | Athletic Bilbao (9)                           | 41                                            | Hugo Sánchez                                  | Atlético Madrid                               | 19                                            |                                               |                                               |                                               |                                               |                                               |                                               |                                               |                                               |
| 1985–86   | Real Madrid (21) ‡                            | 56                                            | Barcelona (16)                                | 45                                            | Athletic Bilbao (10)                          | 43                                            | Hugo Sánchez                                  | Real Madrid                                   | 22                                            |                                               |                                               |                                               |                                               |                                               |                                               |                                               |                                               |
| 1986–87   | Real Madrid (22)                              | 50                                            | Barcelona (17)                                | 49                                            | Espanyol (4)                                  | 43                                            | Hugo Sánchez                                  | Real Madrid                                   | 34                                            |                                               |                                               |                                               |                                               |                                               |                                               |                                               |                                               |
| 1987–88   | Real Madrid (23)                              | 62                                            | Real Sociedad (2)                             | 51                                            | Atlético Madrid (8)                           | 48                                            | Hugo Sánchez                                  | Real Madrid                                   | 29                                            |                                               |                                               |                                               |                                               |                                               |                                               |                                               |                                               |
| 1988–89   | Real Madrid (24)                              | 62                                            | Barcelona (18)                                | 57                                            | Valencia (5)                                  | 49                                            | Baltazar                                      | Atlético Madrid                               | 35                                            |                                               |                                               |                                               |                                               |                                               |                                               |                                               |                                               |
| 1989–90   | Real Madrid (25)                              | 62                                            | Valencia (5)                                  | 53                                            | Barcelona(10)                                 | 51                                            | Hugo Sánchez                                  | Real Madrid                                   | 38                                            |                                               |                                               |                                               |                                               |                                               |                                               |                                               |                                               |
| 1990–91   | Barcelona (11)                                | 57                                            | Atlético Madrid (8)                           | 47                                            | Real Madrid (6)                               | 46                                            | Emilio Butragueño                             | Real Madrid                                   | 19                                            |                                               |                                               |                                               |                                               |                                               |                                               |                                               |                                               |
| 1991–92   | Barcelona (12) †                              | 55                                            | Real Madrid (13)                              | 54                                            | Atlético Madrid (9)                           | 53                                            | Manolo                                        | Atlético Madrid                               | 27                                            |                                               |                                               |                                               |                                               |                                               |                                               |                                               |                                               |
| 1992–93   | Barcelona (13)                                | 58                                            | Real Madrid (14)                              | 57                                            | Deportivo La Coruña (1)                       | 54                                            | Bebeto                                        | Deportivo La Coruña                           | 29                                            |                                               |                                               |                                               |                                               |                                               |                                               |                                               |                                               |
| 1993–94   | Barcelona (14)                                | 56                                            | Deportivo La Coruña (2)                       | 56                                            | Zaragoza (4)                                  | 46                                            | Romário                                       | Barcelona                                     | 30                                            |                                               |                                               |                                               |                                               |                                               |                                               |                                               |                                               |
| 1994–95   | Real Madrid (26)                              | 55                                            | Deportivo La Coruña (3)                       | 51                                            | Real Betis (2)                                | 46                                            | Iván Zamorano                                 | Real Madrid                                   | 28                                            |                                               |                                               |                                               |                                               |                                               |                                               |                                               |                                               |
| 1995–96   | Atlético Madrid (9)                           | 87                                            | Valencia (6)                                  | 83                                            | Barcelona(11)                                 | 80                                            | Juan Antonio Pizzi                            | Tenerife                                      | 31                                            |                                               |                                               |                                               |                                               |                                               |                                               |                                               |                                               |
| 1996–97   | Real Madrid (27)                              | 92                                            | Barcelona (19)                                | 90                                            | Deportivo La Coruña (2)                       | 77                                            | Ronaldo                                       | Barcelona                                     | 34                                            |                                               |                                               |                                               |                                               |                                               |                                               |                                               |                                               |
| 1997–98   | Barcelona (15)                                | 74                                            | Athletic Bilbao (7)                           | 65                                            | Real Sociedad (2)                             | 63                                            | Christian Vieri                               | Atlético Madrid                               | 24                                            |                                               |                                               |                                               |                                               |                                               |                                               |                                               |                                               |
| 1998–99   | Barcelona (16)                                | 79                                            | Real Madrid (15)                              | 68                                            | Mallorca (1)                                  | 66                                            | Raúl                                          | Real Madrid                                   | 25                                            |                                               |                                               |                                               |                                               |                                               |                                               |                                               |                                               |
| 1999–2000 | Deportivo La Coruña (1)                       | 69                                            | Barcelona (20)                                | 64                                            | Valencia (6)                                  | 64                                            | Salva Ballesta                                | Racing Santander                              | 27                                            |                                               |                                               |                                               |                                               |                                               |                                               |                                               |                                               |
| 2000–01   | Real Madrid (28)                              | 80                                            | Deportivo La Coruña (4)                       | 73                                            | Mallorca (2)                                  | 71                                            | Raúl                                          | Real Madrid                                   | 24                                            |                                               |                                               |                                               |                                               |                                               |                                               |                                               |                                               |
| 2001–02   | Valencia (5)                                  | 75                                            | Deportivo La Coruña (5)                       | 68                                            | Real Madrid (7)                               | 66                                            | Diego Tristán                                 | Deportivo La Coruña                           | 21                                            |                                               |                                               |                                               |                                               |                                               |                                               |                                               |                                               |
| 2002–03   | Real Madrid (29)                              | 78                                            | Real Sociedad (3)                             | 76                                            | Deportivo La Coruña (3)                       | 72                                            | Roy Makaay                                    | Deportivo La Coruña                           | 29                                            |                                               |                                               |                                               |                                               |                                               |                                               |                                               |                                               |
| 2003–04   | Valencia (6) ‡                                | 77                                            | Barcelona (21)                                | 72                                            | Deportivo La Coruña (4)                       | 71                                            | Ronaldo                                       | Real Madrid                                   | 25                                            |                                               |                                               |                                               |                                               |                                               |                                               |                                               |                                               |
| 2004–05   | Barcelona (17)                                | 84                                            | Real Madrid (16)                              | 80                                            | Villarreal (1)                                | 65                                            | Diego Forlán                                  | Villarreal                                    | 25                                            |                                               |                                               |                                               |                                               |                                               |                                               |                                               |                                               |
| 2005–06   | Barcelona (18) †                              | 82                                            | Real Madrid (17)                              | 70                                            | Valencia (7)                                  | 69                                            | Samuel Eto'o                                  | Barcelona                                     | 26                                            |                                               |                                               |                                               |                                               |                                               |                                               |                                               |                                               |
| 2006–07   | Real Madrid (30)                              | 76                                            | Barcelona (22)                                | 76                                            | Sevilla (3)                                   | 71                                            | Ruud van Nistelrooy                           | Real Madrid                                   | 25                                            |                                               |                                               |                                               |                                               |                                               |                                               |                                               |                                               |
| 2007–08   | Real Madrid (31)                              | 85                                            | Villarreal (1)                                | 77                                            | Barcelona (12)                                | 67                                            | Daniel Güiza                                  | Mallorca                                      | 27                                            |                                               |                                               |                                               |                                               |                                               |                                               |                                               |                                               |
| 2008–09   | Barcelona (19) *                              | 87                                            | Real Madrid (18)                              | 78                                            | Sevilla (4)                                   | 70                                            | Diego Forlán                                  | Atlético Madrid                               | 32                                            |                                               |                                               |                                               |                                               |                                               |                                               |                                               |                                               |
| 2009–10   | Barcelona (20)                                | 99                                            | Real Madrid (19)                              | 96                                            | Valencia (8)                                  | 71                                            | Lionel Messi                                  | Barcelona                                     | 34                                            |                                               |                                               |                                               |                                               |                                               |                                               |                                               |                                               |
| 2010–11   | Barcelona (21) †                              | 96                                            | Real Madrid (20)                              | 92                                            | Valencia (9)                                  | 71                                            | Cristiano Ronaldo                             | Real Madrid                                   | 40                                            |                                               |                                               |                                               |                                               |                                               |                                               |                                               |                                               |
| 2011–12   | Real Madrid (32)                              | 100                                           | Barcelona (23)                                | 91                                            | Valencia (10)                                 | 61                                            | Lionel Messi                                  | Barcelona                                     | 50                                            |                                               |                                               |                                               |                                               |                                               |                                               |                                               |                                               |
| 2012–13   | Barcelona (22)                                | 100                                           | Real Madrid (21)                              | 85                                            | Atlético Madrid (10)                          | 76                                            | Lionel Messi                                  | Barcelona                                     | 46                                            |                                               |                                               |                                               |                                               |                                               |                                               |                                               |                                               |
| 2013–14   | Atlético Madrid (10)                          | 90                                            | Barcelona (24)                                | 87                                            | Real Madrid (8)                               | 87                                            | Cristiano Ronaldo                             | Real Madrid                                   | 31                                            |                                               |                                               |                                               |                                               |                                               |                                               |                                               |                                               |
| 2014–15   | Barcelona (23) *                              | 94                                            | Real Madrid (22)                              | 92                                            | Atlético Madrid (11)                          | 78                                            | Cristiano Ronaldo                             | Real Madrid                                   | 48                                            |                                               |                                               |                                               |                                               |                                               |                                               |                                               |                                               |
| 2015–16   | Barcelona (24)                                | 91                                            | Real Madrid (23)                              | 90                                            | Atlético Madrid (12)                          | 88                                            | Luis Suárez                                   | Barcelona                                     | 40                                            |                                               |                                               |                                               |                                               |                                               |                                               |                                               |                                               |
| 2016–17   | Real Madrid (33) †                            | 93                                            | Barcelona (25)                                | 90                                            | Atlético Madrid (13)                          | 78                                            | Lionel Messi                                  | Barcelona                                     | 37                                            |                                               |                                               |                                               |                                               |                                               |                                               |                                               |                                               |
| 2017–18   | Barcelona (25)                                | 93                                            | Atlético Madrid (9)                           | 79                                            | Real Madrid (9)                               | 76                                            | Lionel Messi                                  | Barcelona                                     | 34                                            |                                               |                                               |                                               |                                               |                                               |                                               |                                               |                                               |
| 2018–19   | Barcelona (26)                                | 87                                            | Atlético Madrid (10)                          | 76                                            | Real Madrid (10)                              | 68                                            | Lionel Messi                                  | Barcelona                                     | 36                                            |                                               |                                               |                                               |                                               |                                               |                                               |                                               |                                               |
| 2019–20   | Real Madrid (34)                              | 87                                            | Barcelona (26)                                | 82                                            | Atlético Madrid (14)                          | 70                                            | Lionel Messi                                  | Barcelona                                     | 25                                            |                                               |                                               |                                               |                                               |                                               |                                               |                                               |                                               |
| 2020–21   | Atlético Madrid (11)                          | 86                                            | Real Madrid (24)                              | 84                                            | Barcelona (13)                                | 79                                            | Lionel Messi                                  | Barcelona                                     | 30                                            |                                               |                                               |                                               |                                               |                                               |                                               |                                               |                                               |
| 2021–22   | Real Madrid (35) †                            | 86                                            | Barcelona (27)                                | 73                                            | Atlético Madrid (15)                          | 71                                            | Karim Benzema                                 | Real Madrid                                   | 27                                            |                                               |                                               |                                               |                                               |                                               |                                               |                                               |                                               |
| 2022–23   | Barcelona (27)                                | 88                                            | Real Madrid (25)                              | 78                                            | Atlético Madrid (16)                          | 77                                            | Robert Lewandowski                            | Barcelona                                     | 23                                            |                                               |                                               |                                               |                                               |                                               |                                               |                                               |                                               |
| 2023–24   | Real Madrid (36) †                            | 95                                            | Barcelona (28)                                | 85                                            | Girona (1)                                    | 81                                            | Artem Dovbyk                                  | Girona                                        | 24                                            |                                               |                                               |                                               |                                               |                                               |                                               |                                               |                                               |
| 2024–25   | Barcelona (28)                                | 88                                            | Real Madrid (26)                              | 84                                            | Atlético Madrid (17)                          | 76                                            | Kylian Mbappé                                 | Real Madrid                                   | 31                                            |                                               |                                               |                                               |                                               |                                               |                                               |                                               |                                               |

## Thống kê số danh hiệu
Các câu lạc bộ in đậm hiện đang thi đấu tại La Liga mùa giải 2025–26.
| Câu lạc bộ          | Vô địch | Á quân |
| ------------------- | ------- | ------ |
| Real Madrid         | 36      | 26     |
| Barcelona           | 28      | 28     |
| Atlético Madrid     | 11      | 10     |
| Athletic Bilbao     | 8       | 7      |
| Valencia            | 6       | 6      |
| Real Sociedad       | 2       | 3      |
| Deportivo La Coruña | 1       | 5      |
| Sevilla             | 1       | 4      |
| Real Betis          | 1       | 0      |
| Racing Santander    | 0       | 1      |
| Las Palmas          | 0       | 1      |
| Zaragoza            | 0       | 1      |
| Sporting Gijón      | 0       | 1      |
| Villarreal          | 0       | 1      |

### Theo thành phố
| Thành phố     | Số danh hiệu | Đội (số danh hiệu)                     |
| ------------- | ------------ | -------------------------------------- |
| Madrid        | 47           | Real Madrid (36), Atlético Madrid (11) |
| Barcelona     | 28           | Barcelona (28)                         |
| Bilbao        | 8            | Athletic Bilbao (8)                    |
| Valencia      | 6            | Valencia (6)                           |
| San Sebastián | 2            | Real Sociedad (2)                      |
| Sevilla       | 2            | Real Betis (1), Sevilla (1)            |
| A Coruña      | 1            | Deportivo La Coruña (1)                |

### Theo cộng đồng tự trị
| Cộng đồng | Số danh hiệu | Đội (số danh hiệu)                     |
| --------- | ------------ | -------------------------------------- |
| Madrid    | 47           | Real Madrid (36), Atlético Madrid (11) |
| Catalonia | 28           | Barcelona (28)                         |
| Xứ Basque | 10           | Athletic Bilbao (8), Real Sociedad (2) |
| Valencia  | 6            | Valencia (6)                           |
| Andalusia | 2            | Real Betis (1), Sevilla (1)            |
| Galicia   | 1            | Deportivo La Coruña (1)                |